# 艾勒尼·弗雷拉
艾勒尼·弗雷拉（希臘語：Ελένη Φουρέιρα，1987年3月7日—）是希臘歌手與舞者，弗雷拉作為女子組合「Mystique」的成員於2007年出道，在組合解散後開始個人事業。
她代表賽普勒斯參加在葡萄牙里斯本舉辦的2018年歐洲歌唱大賽。憑藉歌曲〈Fuego〉獲得436分，位居亞軍，這是賽普勒斯參賽以來最好的成績。

## 外部連結
- 官方網站 （页面存档备份，存于）
- 艾勒尼·弗雷拉在互联网电影资料库（IMDb）上的資料（英文）